# Emicida

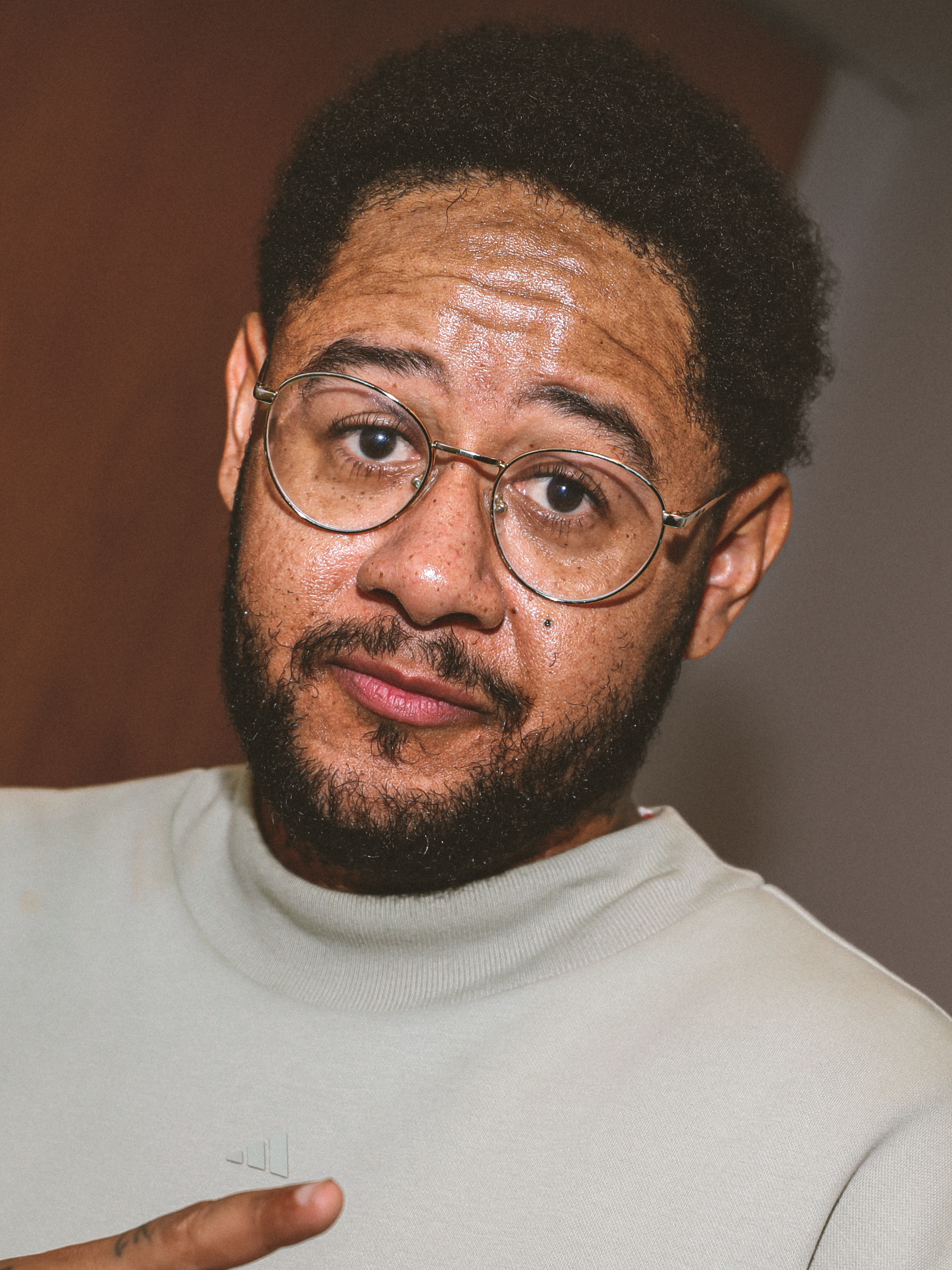
Emicida (2023)

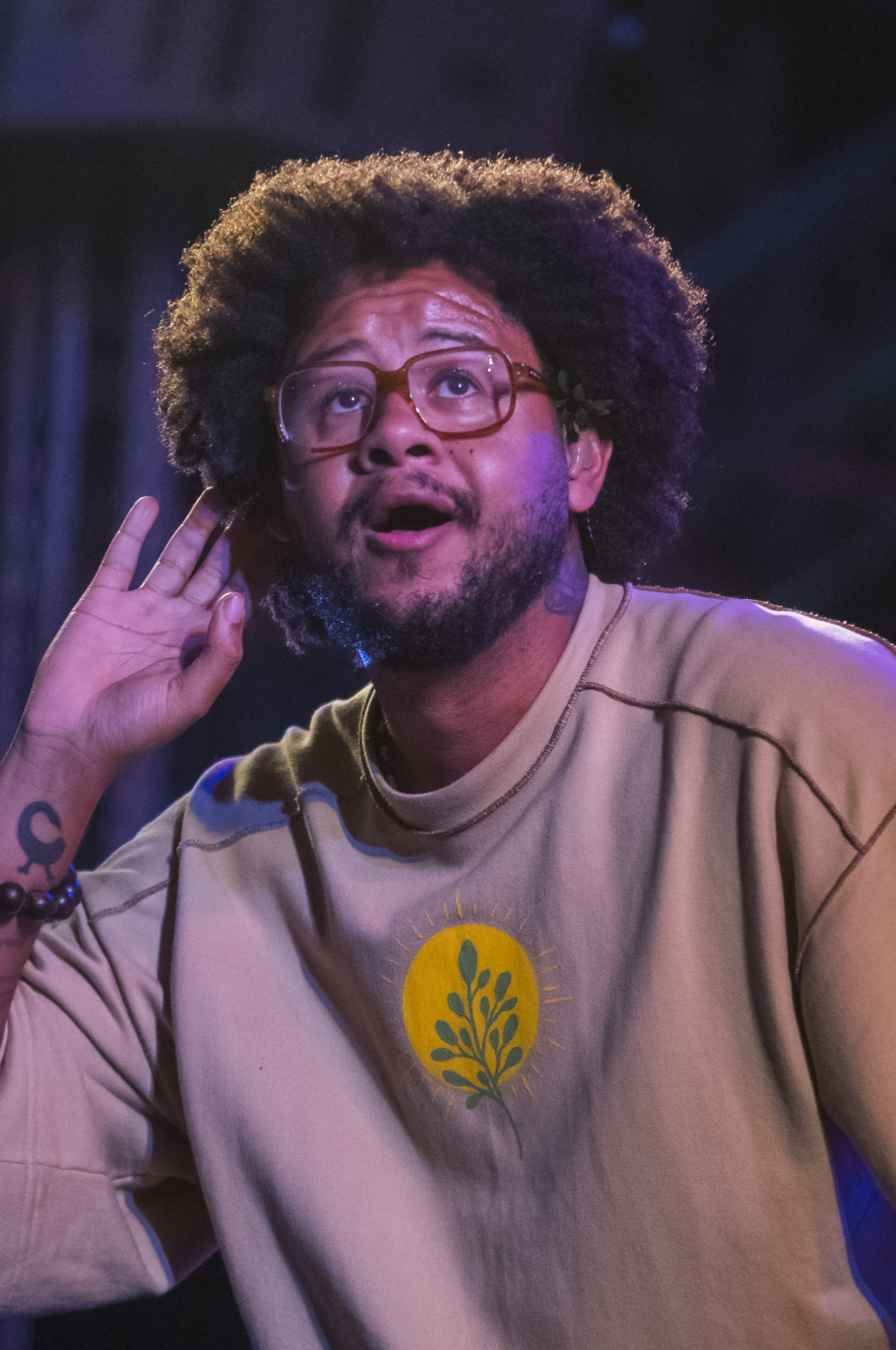
Emicida am Festival Sensacional (2020)

Emicida (eigentlich Leandro Roque de Oliveira; * 17. August 1985 in São Paulo) ist ein brasilianischer Rapper.

## Leben
Leandro wuchs in einer armen Familie auf und begann seine Karriere in den frühen 1990er Jahren. Damals schrieb er seine ersten Reime und verwendete das Equipment von Black-Music-Veranstaltungen, die seine Eltern am Stadtrand von São Paulo organisierten. Sein Vater starb bereits während Leandros Kindheit, was im Song Ooorra ... thematisiert wird. Der Rapper ist für seine improvisierte Reime bekannt, durch die er zu einem der angesehensten MCs in Brasilien wurde. Sein Künstlername ist ein Kofferwort aus MC und „Homicida“ („Mörder“).
2015 veröffentlichte er das Album Sobre Crianças, Quadris, Pesadelos e Lições de Casa, was so viel wie „Von Kindern, Hüften, Albträumen und Heimarbeit“ bedeutet. Es erschien in seinem eigenen Label. Er mischt bei seinen Liedern verschiedene Rhythmen, beispielsweise aus dem Samba, dem Maracatu oder dem Forró.
Das Lied AmarElo von seinem gleichnamigen Album von 2019 nahm er zusammen mit der Dragqueen Pabllo Vittar auf.

## Diskografie (Auswahl)

### Alben & Mixtapes
- 2009: Pra Quem Já Mordeu Um Cachorro Por Comida, Até Que Eu Cheguei Longe... (Mixtapes)
- 2010: Sua Mina Ouve Meu Rep Tamém (EP)
- 2010: Emicídio (Mixtapes)
- 2011: Doozicabraba e a Revolução Silenciosa (EP)
- 2013: O Glorioso Retorno de Quem Nunca Esteve Aqui
- 2014: Levanta e Anda (featuring Anda)
- 2015: Sobre Crianças, Quadris, Pesadelos e Lições de Casa (BR: Gold)[4]
- 2017: Língua Franca
- 2018: 10 Anos de Triunfo (Ao Vivo) (BR: Gold)
- 2019: AmarElo (BR: Platin)

### Lieder
- 2009: Ooorra (BR: Gold)
- 2009: A Cada Vento (feat. Rael, BR: Gold)
- 2013: Alma Gêmea (feat. Rafa Kabelo, BR: Gold)
- 2013: Hoje cedo (feat. Pitty, BR: Gold)
- 2015: Passarinhos (feat. Vanessa da Mata, BR: ×2Doppelplatin )
- 2015: Baiana (feat. Caetano Veloso, BR: Gold)
- 2015: Madagascar (BR: Gold)
- 2015: Mãe (BR: Gold)
- 2019: Pequenas alegrias da vida adulta (feat. Marcos Valle & Thiago Ventura, BR: Gold)
- 2019: AmarElo (feat. Majur & Pabllo Vittar, BR: ×2Doppelplatin )
- 2019: Eminência Parda (feat. Dona Onete & Jé Santiago, BR: Platin)
- 2019: Cananéia, Iguape e Ilha Comprida (BR: Gold)
- 2019: Paisagem (BR: Gold)
- 2019: 9nha (feat. Drik Barbosa, BR: Gold)
- 2019: Principia (feat. Fabiana Cozza, Pastor Henrique Vieira, Pastoras do Rosário, BR: Platin)
- 2019: Ismália (feat. Larissa Luz e Fernanda Montenegro, BR: Gold)
- 2019: A Ordem Natural Das Coisas (feat. Mc Tha, BR: Platin)
- 2019: Quem Tem Um Amigo (Tem Tudo) (feat. Zeca Pagodinho e Tokyo Ska Paradise Orchestra, BR: Platin)
- 2020: Pipa Voada (Rashid & Lukinhas feat. Emicida, BR: Diamant)
- 2020: É Tudo Pra Ontem (mit Gilberto Gil, BR: Platin)